# Championnat de Porto Rico de football 2008
Navigation
Saison précédente Saison suivante
La saison 2008 du Championnat de Porto Rico de football est la quatrième édition de la première division à Porto Rico et la toute première édition professionnelle. Les huit formations de l'élite sont réunies au sein d'une poule unique où elles s'affrontent deux fois au cours de la saison. Ensuite, les quatre premiers disputent la phase finale pour déterminer le vainqueur du championnat.
C'est le Sevilla FC qui remporte la compétition cette saison après avoir battu lors de la finale le CA River Plate. C’est le tout premier titre de champion de Porto Rico de l'histoire du club.

## Les clubs participants
- Sevilla FC
- CA River Plate
- Atlético de San Juan FC
- Guaynabo Fluminense FC
- Académia Quintana
- Giants de Carolina FC
- Caguas Huracán FC
- Tornados de Humacao

## Compétition
Le barème de points servant à établir le classement se décompose ainsi :
- Victoire : 3 points
- Match nul : 1 point
- Défaite : 0 point

### Phase régulière

#### Classement
| Rang | Équipe                  | Pts | J  | G  | N | P  | Bp | Bc | Diff |
| ---- | ----------------------- | --- | -- | -- | - | -- | -- | -- | ---- |
| 1    | Sevilla FC              | 32  | 14 | 10 | 2 | 2  | 45 | 14 | +31  |
| 2    | CA River Plate          | 28  | 14 | 8  | 4 | 2  | 42 | 12 | +30  |
| 3    | Atlético de San Juan FC | 27  | 14 | 8  | 3 | 3  | 42 | 21 | +21  |
| 4    | Guaynabo Fluminense FC  | 25  | 14 | 6  | 7 | 1  | 40 | 13 | +27  |
| 5    | Académia Quintana       | 19  | 14 | 6  | 1 | 7  | 28 | 27 | +1   |
| 6    | Giants de Carolina FC   | 15  | 14 | 4  | 3 | 7  | 26 | 29 | -3   |
| 7    | Caguas Huracán FC       | 8   | 14 | 2  | 2 | 10 | 11 | 38 | -27  |
| 8    | Tornados de Humacao     | 3   | 14 | 1  | 0 | 13 | 9  | 89 | -80  |

|  | Qualification pour la phase finale |

#### Matchs
| Résultats (▼dom., ►ext.) | SEV  | RIV  | SJU | FLU | AQU | CAR | HUR | TOR |
| Sevilla FC               |      | 1-0  | 1-0 | 0-0 | 4-2 | 6-0 | 1-0 | 9-1 |
| CA River Plate           | 1-1  |      | 5-1 | 1-1 | 4-0 | 3-1 | 3-0 | 4-0 |
| Atlético de San Juan FC  | 3-1  | 0-2  |     | 0-0 | 3-1 | 4-2 | 2-2 | 9-0 |
| Guaynabo Fluminense FC   | 5-1  | 1-1  | 4-4 |     | 1-2 | 2-2 | 6-0 | 9-0 |
| Académia Quintana        | 0-2  | 2-1  | 2-3 | 0-2 |     | 3-2 | 4-1 | 5-0 |
| Giants de Carolina FC    | 0-2  | 2-2  | 0-2 | 2-3 | 1-1 |     | 3-0 | 4-0 |
| Caguas Huracán FC        | 1-5  | 1-5  | 1-2 | 0-0 | 2-1 | 0-2 |     | 0-2 |
| Tornados de Humacao      | 1-11 | 1-10 | 0-9 | 0-6 | 1-5 | 1-5 | 2-3 |     |

### Phase finale

#### Demi-finales
| Équipe 1                | Résultat | Équipe 2       | Aller | Retour   |
| ----------------------- | -------- | -------------- | ----- | -------- |
| Atlético de San Juan FC | 2 - 3    | Sevilla FC     | 0 - 2 | 2 - 1 ap |
| Guaynabo Fluminense FC  | 1 - 2    | CA River Plate | 0 - 0 | 1 - 2    |

### Finale
| Équipe 1   | Résultat | Équipe 2       |
| ---------- | -------- | -------------- |
| Sevilla FC | 2 - 1    | CA River Plate |

## Bilan de la saison
| Championnat de Porto Rico de football 2008 |                        |
| Champion                                   | Sevilla FC (1er titre) |
| Qualifications continentales               |                        |
| CFU Club Championship 2009                 | Sevilla FC             |
| Promotions et relégations                  |                        |
| Promus en Puerto Rico Soccer League        | Aucun                  |
| Relégués                                   | Aucun                  |